# Криничненское сельское поселение
Криничненское се́льское поселе́ние (укр. Криничненське сільське́ посе́лення, крымскотат. Криничное кой юрту, Kriniçnoye köy yurtu) — муниципальное образование в Белогорском районе Республики Крым России.
Административный центр — село Криничное.

## География
Расположено в южной части Белогорского района, в горах Внутренней и северных отрогах Главной гряды Крымских гор, в долине реки Танасу южнее Белогорска, вдоль шоссе Приветное — Белогорск.

## Население
| 2001  | 2014  | 2015  | 2016  | 2017  | 2018  | 2019  |
| ----- | ----- | ----- | ----- | ----- | ----- | ----- |
| 2621  | ↘2397 | ↗2399 | →2399 | ↘2388 | ↘2373 | ↘2340 |
| 2020  | 2021  |       |       |       |       |       |
| ↘2334 | ↗2434 |       |       |       |       |       |

## Состав
В состав сельского поселения входят 7 населённых пунктов:
| № | Населённый пункт | Тип населённого пункта       | Население |
| - | ---------------- | ---------------------------- | --------- |
| 1 | Криничное        | село, административный центр | ↘898      |
| 2 | Алексеевка       | село                         | ↘264      |
| 3 | Головановка      | село                         | ↘510      |
| 4 | Карасёвка        | село                         | ↘174      |
| 5 | Кирпичное        | село                         | ↘295      |
| 6 | Красносёловка    | село                         | ↘55       |
| 7 | Яблочное         | село                         | ↘201      |

## История
В советское время был образован Криничненский сельский совет.
На 15 июня 1960 года в составе совета числились сёла:

| - Алексеевка - Головановка - Дозорное - Карасёвка - Кизиловка | - Кирпичное - Красносёловка - Криничное - Ольхо́вка - Пчелиное | - Свобо́дное - Соседнее - Ульяновка - Чернополье |

Статус и границы Криничненского сельского поселения установлены Законом Республики Крым от 5 июня 2014 года № 15-ЗРК «Об установлении границ муниципальных образований и статусе муниципальных образований в Республике Крым».